# Baixa visió

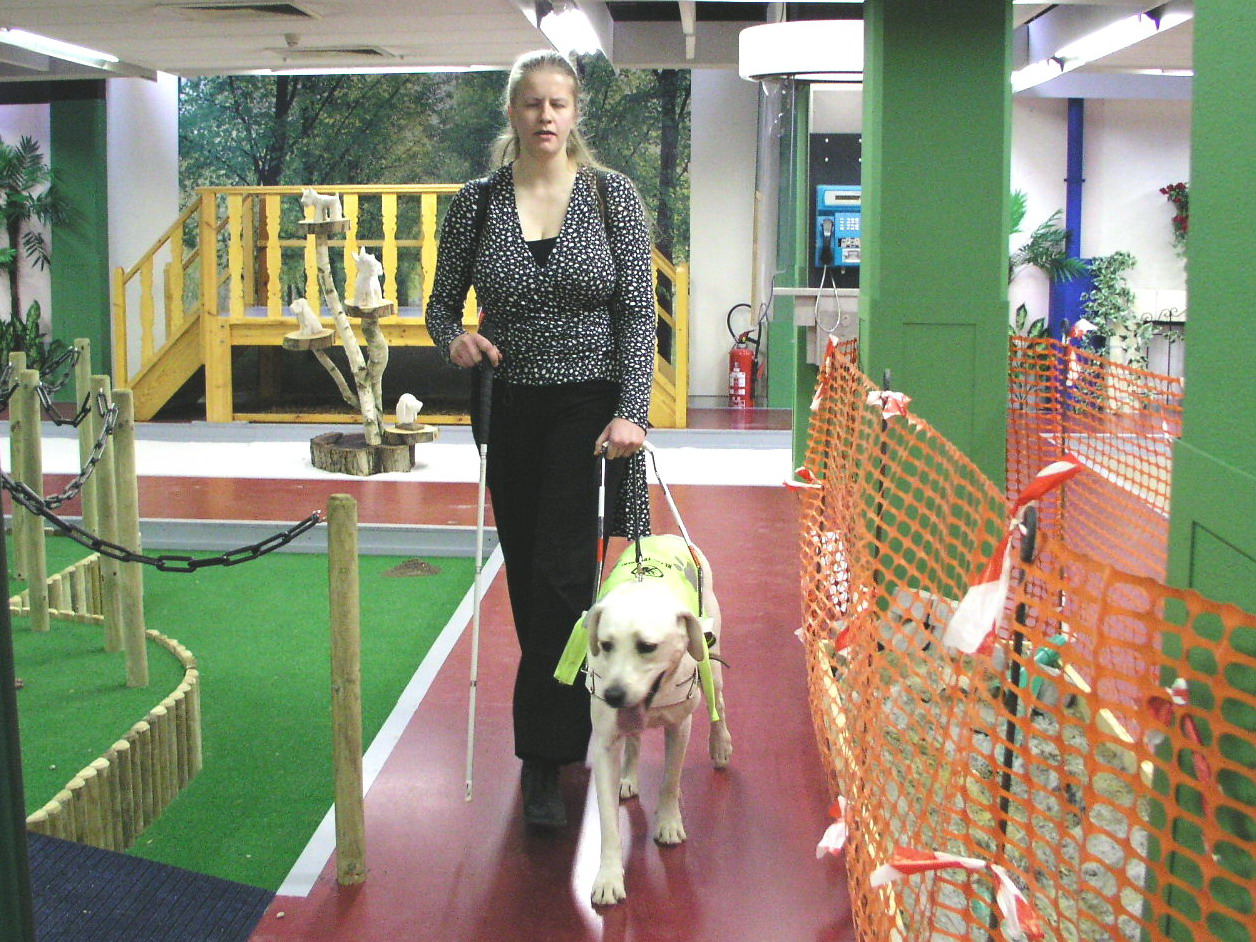
Una persona cega o amb discapacitat visual aprèn a manejar un gos guia.

La baixa visió és la condició de la persona amb privació parcial del sentit de la vista. No està tipificada des del punt de vista legal, si bé limita amb la visió perfecta (100% de resta visual amb la utilització de correccions visuals) i la ceguesa legal. Entre aquests dos punt s'estén el camp de les persones amb baixa visió, és a dir amb disminució visual.
La disminució visual es dona quan la visió d'una persona no arriba al 100%, tot i utilitzar totes les correccions òptiques possibles. La resta visual (el percentatge de visió que hom conserva) conté dos paràmetres de definició visual: l'agudesa i el camp. L'agudesa visual és la capacitat de distingir les formes dels objectes a certa distància i es mesura amb la prova de les lletres (o formes geomètriques) de mida decreixent, establint cada línia, vista o no, un 10% d'agudesa visual. El camp visual és l'angle que cada ull veu, corresponent 90° a cada un (en total 180°). El campo es redueix, o bé "tancant-se" pels costats, o bé de manera aleatòria, a causa de taques que es formen a l'ull.

## Classificació del grau de disminució visual
La persona que, malgrat l'ús de correccions òptiques, no aconsegueix arribar al 100%, però que supera el 50% de resta visual, pertany a la categoria B3, porta una vida normal i possiblement no en tingui consciència de la seva disminució. Ans al contrari, per sota del 50%, comença a tenir dificultats evidents i es diu que té baixa visió (B2). Cal tenir en compte que, per sota del 20% de resta visual, les dificultats visuals són severes i fan imprescindible l'ús de tècniques d'adaptació. Quan no s'aconsegueix superar el 10% d'agudesa i/o es té restringit a només el 10º el campo visual, es considera llavors que la persona pateix ceguesa legal. Finalment, si no hi veu sinó zones difuses d'il·luminació i ombra, o bé res en absolut, és quan es parla de ceguesa total (B1).

## Magnitud de la discapacitat visual
- Segons l'Organització Mundial de la Salut, globalment, el 2002, més de 161 milions de persones eren discapacitades visuals, dels quals 124 milions patien baixa visió i 37 ceguesa. Ara bé, l'error refractiu no va ser tingut en compte com a causa de discapacitat visual, la qual cosa implica que la magnitud global veritable de la discapacitat visual és encara més gran.

- A tot el món, per cada persona cega, hi ha una mitjana de 3,4 persones amb baixa visió.[1]

## Patologies que poden produir pèrdues d'agudesa visual
- Cataractes
- Glaucoma
- Uveïtis
- Degeneració macular
- Opacitat corneal
- Tracoma
- Retinopatia diabètica
- Miopia magna
- Malaltia de Stargart
- Albinisme
- Retinosi pigmentària

La població global mostra una reducció en el nombre de gent discapacitada visual com a resultat d'alguna malaltia infecciosa, però mostra un augment en el nombre de gent cega degut a les condicions relacionades amb l'augment de l'esperança de vida. Aquesta dada fa evident la necessitat de modificar els sistemes públics de prestació sanitària per tal d'incloure el tractament de les malalties que avui són prevalents.

## Distribució de la discapacitat visual
Per edat: més del 82% de les persones cegues tenen 50 anys o més, si bé representen només el 19% de la població mundial.
Per sexe: les dones tenen un risc molt més gran de patir una discapacitat visual que els homes.
Geogràficament: la discapacitat visual no es distribueix uniformement pel món. Més del 90% de la població discapacitada visual del món viu en països en vies de desenvolupament.

## Rehabilitació i qualitat de vida
Un cop superat el xoc emocional de la disminució, si s'aprenen les tècniques alternatives necessàries de rehabilitació, es pot aconseguir una bona qualitat de vida i un bon ajust a la disminució, tant en el cas de la baixa visió, como en el de la ceguesa.
D'acord amb un article publicat per The Academy of Psychosomatics Medicine, en una mostra de pacients afectats de retinopatia diabètica progressiva, només els que havien arribat a la ceguesa total mostraven una millora en la simptomatologia psíquica a través de l'aprenentatge de tècniques de rehabilitació. Un patiment més marcat romania en els subjectes amb visió parcial persistent (o baixa visió). Expectatives insatisfetes, probablement, augmentaven la frustració de les derrotes diàries, juntament a la por de perdre completament la vista que els restava. L'acceptació de la mateixa patologia i el seu resultat final és la base per a abordar i adquirir un nou model de conducta i crear un equilibri mental, físic i social en aquells que perden la vista.
Els subjectes que aprofiten al màxim els instruments de rehabilitació i preserven la seva pròpia mobilitat i ocupació són els menys deprimits i amb un nivell més alt d'integració social.
Els pacients la visió dels quals empitjora progressivament i que tenen una prognosi d'eventual ceguesa, corren comparativament un alt risc de suïcidi i, per tant, necessiten rebre serveis de suport. Aquestes observacions mostren la necessitat d'establir i estendre els programes terapèutics i preventius per tal que incloguin als pacients amb un diagnòstic de severa discapacitat visual, present o futura, que, actualment, no qualifiquen per a rebre els serveis que s'ofereixen a les persones cegues. Els oftalmòlegs haurien de prendre consciència d'aquestes conseqüències potencials i incorporar en el tractament d'aquests pacients, un espai per a l'atenció de la seva salut mental, per a prevenir el desenvolupament de símptomes depressius, evitant conductes autodestructives i millorant la qualitat de vida d'aquestes persones. Aquesta intervenció s'hauria d'implementar en els estadis primerencs del diagnòstic de la pèrdua de visió, sobre tot perquè molts estudis han demostrat que la ràpida acceptació de la discapacitat visual seriosa ha aconseguit una millor i més productiva immersió en els programes de rehabilitació.
També es pot afirmar que, el patiment psicològic és present al màxim quan la pèrdua de visió no és total, però el futur de la discapacitat és desfavorable. En conseqüència, la intervenció precoç és imperativa per a facilitar un ajust psicològic satisfactori.
L'experiència dicta que cercar el suport d'altres afectats acostuma a ser una bona teràpia per a superar la disminució, tant per al propi afectat com per als seus familiars. Les associacions d'afectats presten aquest tipus de suport i poden posar en contacte amb professionals especialitzats en l'atenció a les persones del nostre col·lectiu.

## Tipus d'ajudes disponibles
Al marge de les ajudes mèdiques, les principals ajudes són, en primer lloc, les informatives, després les administratives, les tendents a la rehabilitació personal, les formatives, les tendents a la integració laboral i les tendents a la integració social.
La informació és fonamental, per això és imprescindible que metges i responsables sanitaris en disposin per tal d'oferir-la en el moment que sigui precís. La desolació del metge quan ha de confessar al seu pacient que ja no pot fer res més per ell, només és superada per la soledat i aïllament del pacient que no sap a qui recórrer en aquest destret.
Les ajudes administratives són valuosos aliats, si bé, de vegades jeuen ocults entre la proliferació normativa i el llenguatge jurídic que les conforma, a més de variar d'un lloc a un altre.
Les possibilitats d'adaptació del lloc de treball (aquell en què es treballava abans de la disminució o un altre diferent) estan regulades per lleis i normatives i es donen – en funció de cada país - substancioses subvencions a les que les empreses es poden acollir, la qual cosa fa que la reticència empresarial a contractar disminuïts visuals és un prejudici antieconòmic, per a ells i per a tota la societat.
Finalment es troben les ajudes a la integració social, que permeten les activitats d'oci adaptat, visites culturals adaptades i actuacions públiques o privades que milloren la mobilitat i un millor accés a la informació de totes les persones, també de les disminuïdes visuals.

## Ajudes òptiques
En un article, Augusto Bruix Bayés esmenta que el principi bàsic de Baixa Visió és augmentar la grandària de la imatge retinal, mitjançant diferents ajudes.
Millorar la visió llunyana: Es pot millorar sempre en visió estàtica, no en moviment
- Veure la televisió
- Teatre
- Cinema
- Veure un paisatge
- Veure el número del autobús

Algunes d'aquestes ajudes òptiques per visió llunyana ser 
- Ulleres de Galileo
- Ulleres de Kepler

Millorar la visió propera: es treballa sempre a una distància més propera d'allò habitual
- Lectura
- Escriptura
- Treballs manuals

Algunes d'aquestes ajudes òptiques per visió propera poden ser 
- Lupes
- Telemicroscopis
- lupa primatica (o ullera prismàtica)

Millorar la sensibilitat al contrast: utilitzant filtres especials
Altres instruments:
- Faristols
- Focus de llum especials
- Fulls preliniats
- Jocs magnificats
- Rellotges, termòmetres parlants, telèfons especials, etc.
- Lupes electròniques
- aplicacions de mòbil o tauleta per ajustar la mida i el contrast a les necessitats de l'usuari

### Efectivitat de les ajudes òptiques
En referència a un estudi d'aquest mateix especialista sobre 1.000 pacients, es va trobar que milloraven substancialment la seva Agudesa Visual, tots els pacients amb una A.V. superior a 0.02. Un 44% d'aquests trobaren satisfactòries les seves ajudes. Molt satisfactòries un 48%. Poc satisfactòries un 5% i gens satisfactòries un 3%.

### Procés d'adaptació a les ajudes òptiques
Durant la primera visita del pacient, s'han d'estudiar quines opcions són les més pertinents per al seu cas particular, tenint en compte tots els condicionants, psicològics, culturals, socials i laborals que refereixi el pacient i de quina manera aquest experimenta millora amb les ajudes seleccionades, aconsellant quines d'aquestes el reportaran millor qualitat de vida.
Després de l'adaptació específica per a cada cas, s'ha de fer un seguiment, amb la finalitat de què el pacient utilitzi correctament els instruments i en tregui el màxim rendiment. En alguns casos (un 4% aproximadament), s'hauran de modificar o canviar amb posterioritat.
S'utilitzen ajudes visuals dels fabricants més prestigiosos del mercat, com Zeiss, Nikon, Keeler, Eschembach, Coil, etc.
Un cop donat d'alta el pacient s'ha de remetre un informe de la primera visita i del seguiment posterior per al metge oftalmòleg o per al professional que ha proposat cercar ajudes de Baixa Visió.
Donats els avenços oftalmològics, la millora de l'esperança de vida, la necessitat major d'accés a la informació, etc., creiem que la Baixa Visió té un gran futur i que es convertirà en una tècnica especialment complementària de l'Oftalmologia.

### Altres ajudes
Els cecs totals, disposen del braille, del llibre parlat i d'aparells que transformen en veu els caràcters impresos (OCR o els fitxers informàtics). D'aquests aparells també se'n poden servir els disminuïts visuals (B2).
Són els ordinadors un instrument fonamental en la relació amb l'entorn per a la persona amb disminució visual. Permeten, amb programes estàndard o mitjançant programes específics, l'augment de la imatge i la seva conversió en veu (lectors de pantalla) o bé al tacte (línia braille), per la qual cosa són útils sigui quin sigui el grau de disminució visual de la persona.

## Conclusions
- Un nombre creixent de persones corren risc de patir una discapacitat visual a mesura que predomina la gent gran en el conjunt de la població.
- Malalties que poden causar discapacitat visual, com la degeneració macular, la retinopatia diabètica o el glaucoma estan augmentant. És per aquesta raó, que caldrà implementar-ne més programes per a ajudar a les persones amb baixa visió.[1]